# Cazzano Sant'Andrea
Cazzano Sant'Andrea es una localidad y comune italiana de la provincia de Bérgamo, región de Lombardía, con 1.402 habitantes.

## Evolución demográfica
| Gráfica de evolución demográfica de Cazzano Sant'Andrea entre 1861 y 2001 |
|                                                                           |
| Fuente ISTAT - elaboración gráfica de Wikipedia                           |